# Collegio di Clonmel
Il collegio di Clonmel fu un collegio elettorale uninominale del Parlamento britannico in Irlanda che, tra il 1801 e il 1870, elesse un parlamentare. Nel 1885 il collegio di Clonmel fu abolito ed incorporato dal collegio di East Tipperary. 

## Estensione
Questa circoscrizione, insieme al collegio di Cashel della contea di Tipperary, costituiva una enclave del collegio della Contea di Tipperary cui fu incorporato nel 1885.

## Membri del Parlamento
| Elezione | Elezione                  | Deputato                                                 | Partito                        | Note                                                            |
| -------- | ------------------------- | -------------------------------------------------------- | ------------------------------ | --------------------------------------------------------------- |
|          | 1801                      | Seggio vacante                                           | —                              | Tutti i membri del parlamento irlandese si erano dimessi        |
|          | 1801 (S)                  | William Bagwell                                          | Tory                           | Si dimise per candidarsi nel collegio della Contea di Tipperary |
| 1819 (S) | John Kiely                |                                                          | Tory                           |                                                                 |
| 1820     | James Hewitt Massy Dawson | Si dimise per candidarsi nel collegio di County Limerick | Tory                           |                                                                 |
| 1830 (S) | Eyre Coote                |                                                          | Tory                           |                                                                 |
|          | 1832                      | Dominick Ronayne                                         | Associazione per l'Abrogazione | Rieletto come candidato del Patto Liberale/Abrogazione          |
|          | 1835                      | Dominick Ronayne                                         | Liberale                       | Morte                                                           |
|          | 1836 (S)                  | Nicholas Ball                                            | Whigs                          | Nominato giudice della Corte irlandese                          |
| 1839 (S) | David Richard Pigot       | Nominato Lord Barone Capo dello Scacchiere in Irlanda    | Whigs                          |                                                                 |
|          | 1846                      | Cecil Lawless                                            | Associazione per l'Abrogazione | Rieletto come candidato Liberale                                |
|          | 1852                      | Cecil Lawless                                            | Indipendente Irlandese         | Morte                                                           |
|          | 1853 (S)                  | John O'Connell                                           | Radicale                       | Nominato Impiegato della Corona in Irlanda                      |
|          | 1857 (S)                  | John Bagwell                                             | Whigs                          |                                                                 |
|          | 1859                      | John Bagwell                                             | Liberale                       |                                                                 |
|          | 1874                      | Arthur John Moore                                        | Home Rule League               |                                                                 |
|          | 1885                      | Collegio abolito                                         | Collegio abolito               | Collegio abolito                                                |